# Rhynchohyalus
Rhynchohyalus is een geslacht van straalvinnige vissen uit de familie van hemelkijkers (Opisthoproctidae). Het geslacht is voor het eerst wetenschappelijk beschreven in 1925 door Barnard.

## Soort
- Rhynchohyalus natalensis (Gilchrist & Von Bonde, 1924)
- Rhynchohyalus parbevs Prokofiev & Kukuev, 2020